# جون ستين اولسن
جون ستين اولسن (بالدنماركية: John Steen Olsen)‏ هو لاعب كرة قدم دنماركي في مركز الوسط، ولد في 4 يناير 1943 في كوبنهاغن في الدنمارك. لعب مع فيدوفري.

## وصلات خارجية
- جون ستين اولسن على موقع قاعدة بيانات كرة القدم.إي يو (الإنجليزية)
- جون ستين اولسن على موقع ناشيونال فوتبول تيمز (الإنجليزية)